# 沖繩都市單軌電車

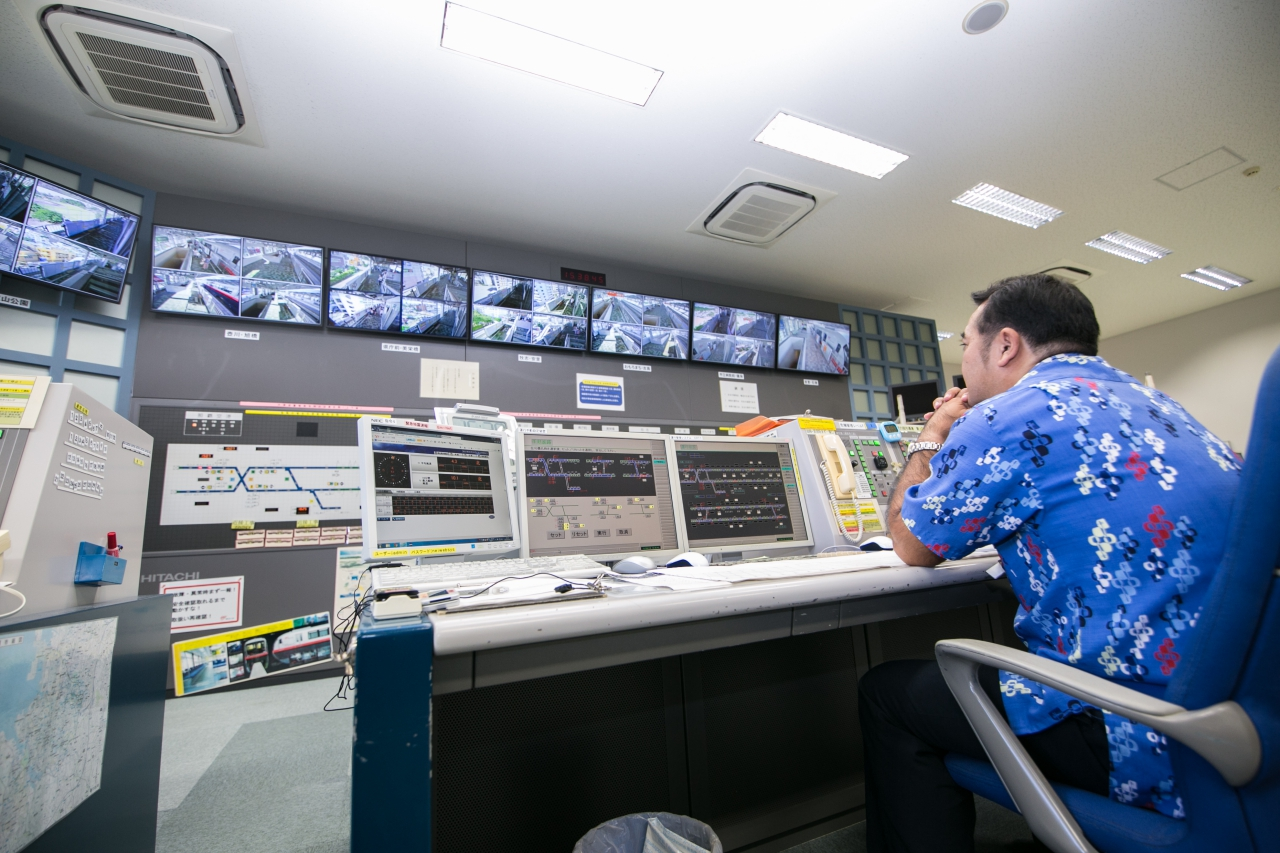
沖繩單軌電車行控中心

沖繩都市單軌電車股份有限公司（日语：／ Okinawa Toshi Monorēru */?），簡稱沖繩都市單軌電車，是日本沖繩縣一家鐵路公司，為沖繩縣廳、那霸市役所、沖繩振興開發金融公庫與其它沖繩當地民間企業共同出資設立的第三部門鐵路業者。其唯一的經營路線，是與公司名稱相同的沖繩都市單軌電車線（沖縄都市モノレール線），暱稱「Yui-Rail」（ゆいレール），是目前沖繩縣唯一的鐵路線。

## 歷史
- 1982年（昭和57年）9月27日：公司設立。
- 2003年（平成15年）8月10日：沖繩都市單軌電車線那霸機場至首里間路段通車啟用，及將8月10日定名為「道之日」（道の日）。
- 2004年（平成16年）8月10日：為了慶祝開幕營運一周年，設於總公司的「Yui-Rail展示館」開幕。
- 2019年（令和元年）10月1日：沖繩都市單軌電車線首里至日子浦西間路段通車啟用。

## 路線
| 中文線名           | 日文線名 | 起點          | 終點           | 距離（公里） |
| ------------------ | -------- | ------------- | -------------- | ------------ |
| 沖繩都市單軌電車線 |          | 那霸機場（1） | 日子浦西（19） | 17           |

## 列車
- 1000型（旅客車輛）
  - 製造年份：2001年
  - 車廂編成：2節車廂12列（共24節）
  - 由日立製作所、川崎重工製造
  - 加速度：3.5km/h/s
  - 最高速度：65km/h
  - 减速度：4.0km/h/s（常用最高）；4.5km/h/s（最高）

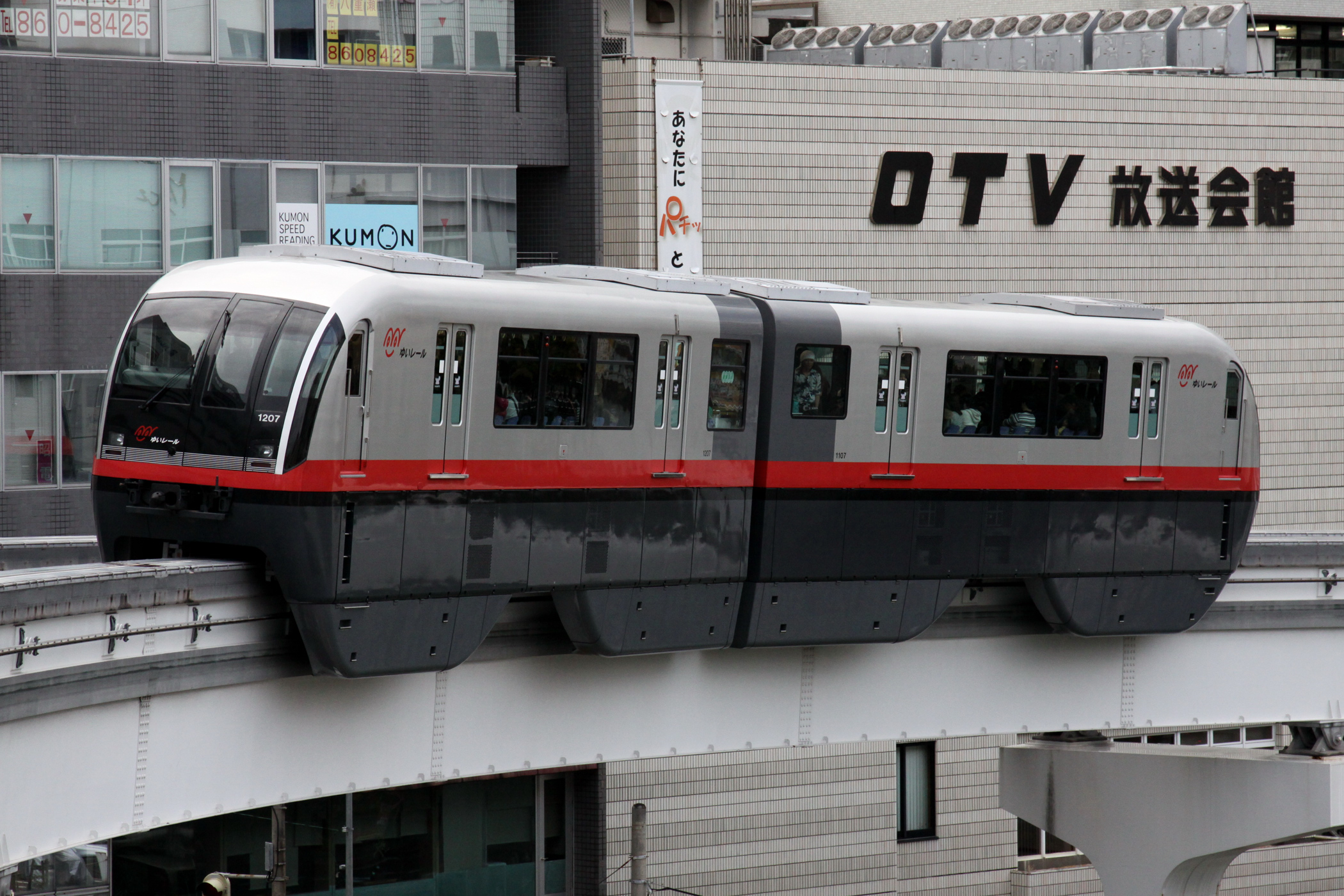
1000型

  - 電壓：直流1500V
  - 載客量：165人（座位65人）
- MB-1、MB-2（供工作使用的車輛）

## 外部連結
- 沖繩都市單軌電車 （页面存档备份，存于）（日語）（英文）（繁體中文）（简体中文）
- 沖繩都市單軌電車的X（前Twitter）
- 沖繩都市單軌電車的Facebook專頁